# Беларусь на «Евровидении-2021»
Беларусь планировала принять участие в конкурсе песни «Евровидение-2021» в Роттердаме, Нидерланды с песней группы Галасы ЗМеста «Я научу тебя». Но песня выбранного представителя была признана непригодной для участия в конкурсе от EBU в связи с нарушением правил конкурса из-за политического подтекста. После того, как другая песня «Песня про зайца» также была признана непригодной, Беларусь была дисквалифицирована с конкурса 26 марта 2021 года. Это стало первым случаем неучастия Беларуси на конкурсе с момента его дебюта в 2004 году.

## Предыстория
До конкурса 2021 года Беларусь участвовала в конкурсе песни «Евровидение» шестнадцать раз с момента своего первого участия в 2004 году. Лучшим местом страны в конкурсе стало 6-м, которого она добилась в 2007 году с песней «Work Your Magic» в исполнении Дмитрия Колдуна. После введения полуфиналов в 2004 году Беларусь шесть раз выходила в финал. В 2019 году Беларусь вышла в финал с песней «Like It» в исполнении Зены и в итоге заняла 24-е место с 31 очком. В 2020 году дуэт VAL должен был представлять Беларусь с песней «Да відна».
Национальная государственная телерадиокомпания Республики Беларусь транслирует мероприятие на территории Беларуси и организует процесс отбора для участия в конкурсе. В прошлом телекомпания использовала как внутренние отборы, так и национальные финалы для отбора белорусской заявки на участие в «Евровидении». С 2012 по 2020 год БТРК организовала национальный отбор для выбора участника от Беларуси.

## Перед Евровидением

### Решение не переизбирать VAL
Музыкальный проект VAL, который должен был представлять Беларусь на конкурсе песни «Евровидение-2020», впоследствии отменённом из-за пандемии COVID-19, не был внутренне отобран вещателем на «Евровидение-2021» в результате событий белорусских протестов 2020—2021 годов.
В преддверии и после белорусских президентских выборов августа 2020 года, VAL поддержал оппозиционного кандидата Светлану Тихановскую и впоследствии открыто поддержал белорусское демократическое движение. После не появления в СМИ в течение пяти месяцев, VAL дал интервью независимому изданию, заявив, что им было запрещено говорить со СМИ в соответствии с их договором. В марте 2020 года, во время трансляции телешоу «Макаёнка, 9» телеведущий Евгений Перлин сказал, что белорусский государственный вещатель ещё не подтвердил участие VAL, потому что «для этого ещё есть время».
25 сентября 2020 года, на следующий день после публикации независимого интервью, белорусская телекомпания подтвердила, что не будет внутренне отбирать VAL на «Евровидение-2021», заявив, что у дуэта «нет совести».

### Заявки на национальный отбор
Артисты и композиторы смогли подать свои заявки для участия на национального отбора с живым исполнением в период с 1 января 2021 года по 31 января 2021 года. Согласно данным, на участие в национальном отборе было прислано около 50 заявок. Несмотря на заранее объявленный национальный отбор, представитель был выбран путём внутреннего отбора 9 марта 2021 года, в качестве представителя была выбрана группа Галасы ЗМеста с песней «Я научу тебя».

## Дисквалификация
Звучали призывы отстранить Беларусь от участия на «Евровидении» из-за «политического подтекста». Шведская политическая партия Liberalerna и Белорусский фонд культурной солидарности призвали отстранить Беларусь от участия в конкурсе. Несколько новостных агентств Евровидения также объявили, что ограничат освещение этой песни.
11 марта 2021 года ЕВС опубликовал заявление, в котором говорилось, что после тщательного изучения заявки они пришли к выводу, что «песня ставит под сомнение неполитический характер конкурса». В результате ЕВС объявил заявку непригодной для участия в конкурсе и потребовал, чтобы белорусская телекомпания БТРК представила либо новую версию песни, либо совершенно новую песню, соответствующую правилам, либо ей грозит дисквалификация.
13 марта 2021 года президент Беларуси Александр Лукашенко заявил, что может приказать БТРК выбрать новую песню вместо изменения текста оригинальной песни.
26 марта 2021 года БТРК представил песню «Песня про зайцев», также исполненную группой Галасы ЗМеста, в качестве новой заявки Беларуси, однако она была снова дисквалифицирована по тем же причинам, что и их предыдущая песня, и впоследствии Беларусь была дисквалифицирована с конкурса 2021 года.
Беларусь должна была принять участие в первой половине первого полуфинала 18 мая 2021 года.